# Zoeloekoninkrijk
Het Zoeloekoninkrijk, ook wel Zoeloeland genoemd, was een koninkrijk van de Zoeloes dat gedurende de 19e eeuw een groot gedeelte van de tegenwoordige Zuid-Afrikaanse provincie KwaZoeloe-Natal domineerde. Het koninkrijk ontstond in 1816 toen Shaka Zoeloe tot koning van de Zoeloes werd gekroond. In 1879 verloor het land in de Zoeloe-oorlog van de Britten en in 1887 werd het koninkrijk door de Britten veroverd. In 1897 maakten zij het gebied een onderdeel van de kolonie Natal.

## Geschiedenis

### Shaka
In 1816 volgde Shaka zijn vader Senzangakhona op als koning van der Zoeloes, toentertijd nog een onbeduidende stam met een geringe invloed. De twee grootmachten in Natal waren toentertijd de Mthethwa van koning Dingiswayo (Shaka's mentor en bondgenoot) en de Ndwandwe van koning Zwide. Nadat Dingiswayo vermoord werd door Zwide nam Shaka de heerschappij van de Mthethwa over. Dankzij zijn vernieuwende militaire tactieken versloeg en veroverde hij de Ndwandwe. Shaka breidde het Zoeloekoninkrijk met harde hand uit en regeerde met een ijzeren vuist. Hij werd in 1828 vermoord door zijn halfbroer Dingane. 

### Dingane
Als nieuwe koning kwam Dingane in conflict met de Nederlandstalige emigranten uit de Kaapkolonie (de Voortrekkers) die de Republiek Natalia stichtten. Voortrekkerleider Piet Retief werd in februari 1838 door Dingane vermoord en vele andere migranten zouden volgen bij de heuvel Bloukrans, waarna de Voortrekkers onder de nieuwe leider Andries Pretorius op 16 december terugsloegen bij de beslissende Slag bij Bloedrivier.

### Mpande
In 1840 steunden de Voortrekkers een opstand van Mpande, waarbij Dingane werd vermoord en Mpande door Pretorius tot nieuwe Zoeloekoning werd gekroond. Mpande stond op goede voet met de Voortrekkers die met het stichten van verscheidene Boerenrepublieken veel land van de Zoeloes innamen, nadat Natalia door de Britten was ingenomen.

Ligging van het Britse protectoraat Zoeloeland ca. 1890

### Cetshwayo
Na een heerschappij van 32 jaar stierf Mpande en werd hij in 1872 opgevolgd door zijn zoon Cetshwayo. Grensconflicten met het Britse Rijk leidden tot de Zoeloe-oorlog waar het Zoeloekoninkrijk ondanks de vernietigende overwinning bij Isandlwana uiteindelijk verslagen werden bij Rorke's Drift. Het Zoeloekoninkrijk werd een protectoraat van het Britse Rijk en werd door de kolonie Natal geannexeerd in 1897.